# وادی بگروت
وادی بگروت (به انگلیسی: Bagrot Valley) یک منطقهٔ مسکونی در پاکستان است که در گلگت-بلتستان واقع شده‌است. وادی بگروت ۲۵٬۰۰۰ نفر جمعیت دارد.